# S.D. Jones
Conrad Efraim, noto con lo pseudonimo S. D. Jones, acronimo per Special Delivery Jones (Antigua, 30 marzo 1945 – Antigua, 26 ottobre 2008), è stato un wrestler antiguo-barbudano.
Attivo prevalentemente negli anni ottanta, lottò nella World Wrestling Federation (WWF), nella Jim Crockett Promotions, e nella National Wrestling Alliance (NWA). Vinse il titolo NWA Americas Tag Team Championship per tre volte.

## Carriera
Prima di diventare un wrestler, Efraim lavorò per una compagnia telefonica. Successivamente, iniziò ad allenarsi con Johnny Rodz per entrare nel mondo del wrestling professionistico. Terminato l'addestramento, lasciò il vecchio impiego per entrare nella NWA Mid-Atlantic utilizzando il ring name "Roosevelt Jones" in un tag team con il "cugino" (kayfabe) Rufus R. Jones. In questo primo periodo di carriera, la coppia ebbe una memorabile rivalità con la "Anderson Family" (Ole & Gene).
Il 17 gennaio 1975, dopo aver abbandonato la Mid-Atlantic per andare a combattere in California, Jones vinse il primo dei suoi tre titoli di coppia, lottando insieme a Porkchop Cash per strappare il titolo NWA Americas Tag Team Championship agli Hollywood Blonds (Buddy Roberts & Jerry Brown). Il mese seguente, Jones e Cash persero le cinture nel rematch con i Blonds. Jones rivinse il titolo nel 1977, questa volta in coppia con Tom Jones, sconfiggendo Black Gordman & Goliath. Gordman & Goliath riconquistarono le cinture, ma Jones & Jones se le aggiudicarono nuovamente il 18 novembre 1977.
Jones iniziò poi a lottare nella WWF in qualità di "mid-card babyface", finendo per perdere inevitabilmente contro i vari avversari heel pur battendosi con valore. Tuttavia, riuscì anche a vincere qualche match con "cattivi" di basso profilo come Ron Shaw e Johnny Rodz. Jones lottava spesso in coppia con Tony Atlas, e i due nel 1981 sfidarono in diverse occasioni Mr. Fuji & Mr. Saito per il WWF Tag Team Championship, anche se senza successo.
Il 13 novembre 1984, S.D. Jones fu anche il partner tag team di André the Giant, nel celebre match nel quale ad André furono tagliati i capelli da Ken Patera e Big John Studd. Alla prima edizione di WrestleMania nel 1985, Jones venne sconfitto in appena 9 secondi da King Kong Bundy.
Nonostante il suo status di jobber, Jones acquisì una certa popolarità quando la LJN, casa produttrice di giocattoli e videogiochi, creò una sua action figure nella linea Wrestling Superstars. Egli apparve inoltre nel videoclip musicale WWF della canzone Land of a Thousand Dances. Nel 2006, SD Jones introdusse Tony Atlas nella Hall of Fame della WWE. Dopo essersi ritirato dal wrestling, perse una notevole quantità di peso e passò a lavorare per il giornale  New York Daily News.

## Morte
È morto il 26 ottobre 2008 nella natia Antigua, a causa di un infarto occorsogli due giorni prima.

## Personaggio
Mosse finali
- Headbutt
- Swinging neckbreaker

## Titoli e riconoscimenti
- NWA Hollywood Wrestling
  - NWA Americas Tag Team Championship (3) – con Porkchop Cash (1) & Tom Jones (2)
- Universal Superstars of America
  - USA Tag Team Championship (1) - con Tony Atlas[11]